# 홍영미
홍영미(洪英美, 1968년 2월 2일 ~ )는 대한민국의 은퇴한 자전거 경기 선수이다.

## 경력
1985년에 처음으로 국가대표로 발탁되어 그 해 9월에 인천직할시에서 열린 아시아 사이클 선수권 대회에 참가했다. 이듬해인 1986년에는 실업 사이클팀인 삼양사 사이클단에 입단했으며, 1987년에는 인도네시아의 자카르타에서 열린 1987년 아시아 사이클 선수권 대회에 참가했다.
1988년에는 1988년 하계 올림픽 여자 개인도로에 참가했으며, 개인도로 종목에서 49위를 기록했다. 이후 1989년에는 프랑스 샹베리에서 열린 1989년 세계 선수권 대회에 대한민국 대표로 참가, 김정화, 김영신, 소은자와 함께 도로독주 단체전에 출전하여 최하위인 15위에 올랐다. 이후 1990년 아시안 게임에 대한민국 국가대표로 참가했다.
1991 결혼하며 은퇴하였다. 슬하에  1남1여가 있다.